# Filarete

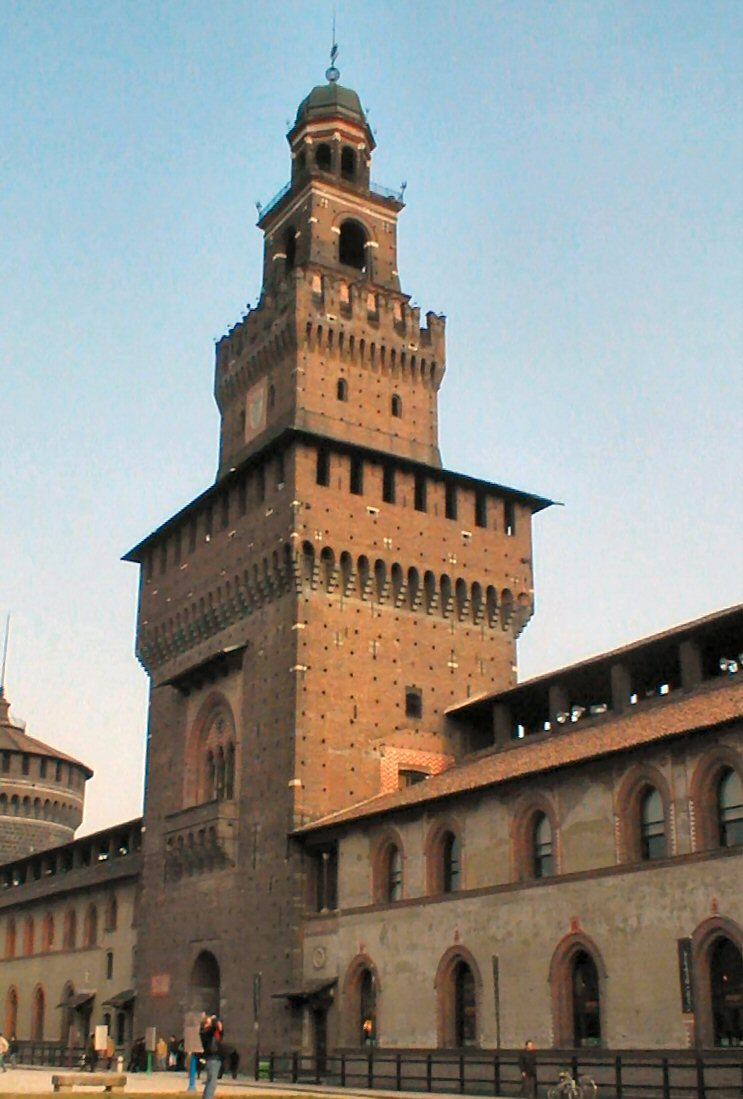
Castello Sforzesco i Milan av Filarete.

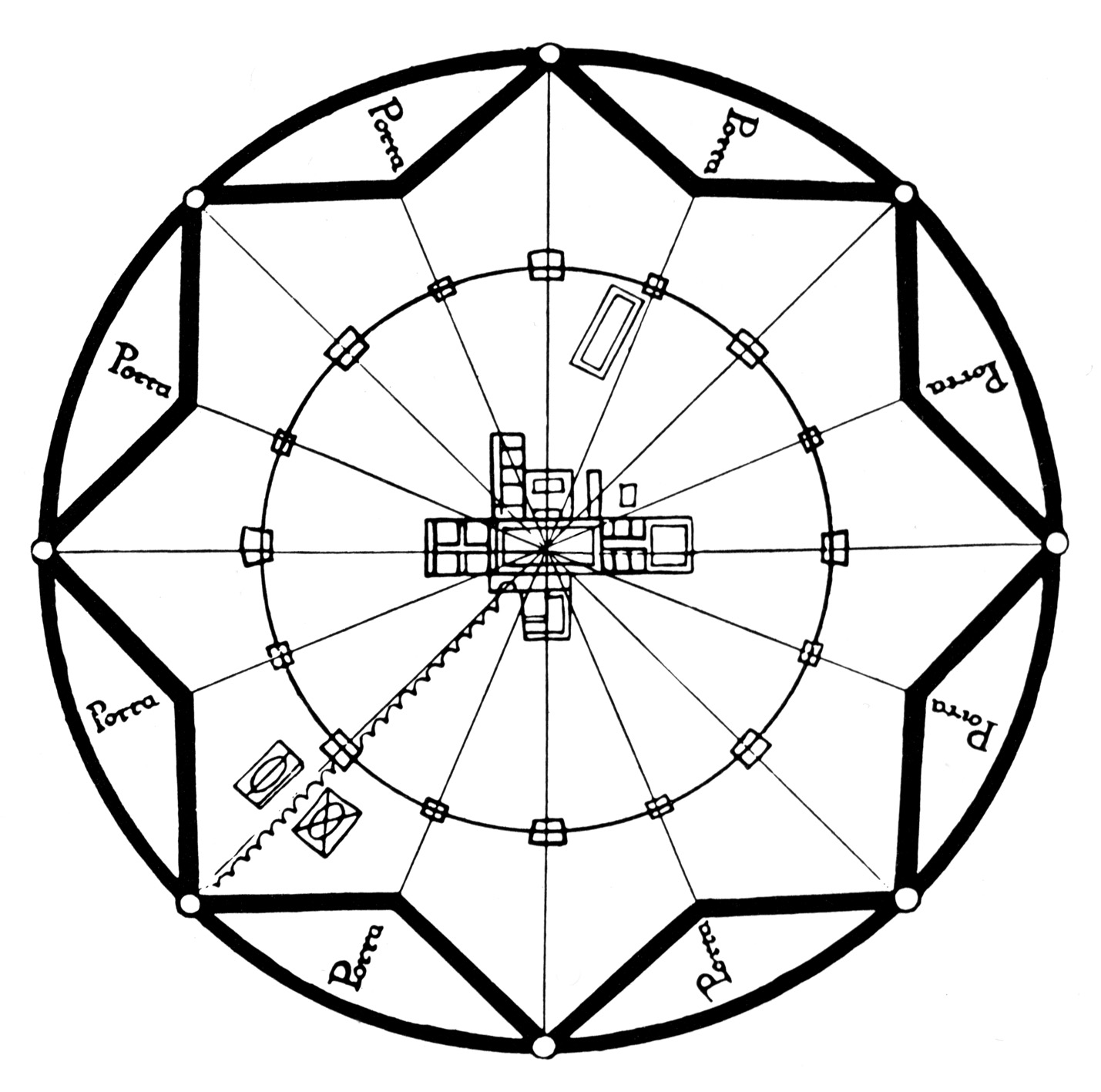
Sforzinda, plan över Filaretes idealstad Sforzinda ur Trattato di architettura.

Filarete, egentligen Antonio di Pietro Averlino eller Averulino, född 1400 i Florens, död 1469 i Rom, var en italiensk arkitekt och bildhuggare.
Filaretes ungdoms- och läroår är höljda i dunkel. Troligen fick han sin utbildning i Florens. Han vistades 1433–1435 i Rom, där han åt påve Eugenius IV utförde bronsporten till Peterskyrkans huvudingång. I Milano påbörjade han 1456 det praktfulla sjukhuset Ospedale Maggiore, vilket dock fullbordades först efter hans död. I skriften Trattato di architettura (omkring 1465), framlade han en starkt antikpåverkad uppfattning om arkitekturen, vars främste representant han såg i Filippo Brunelleschi.